# Meiosimyza platycephala
Meiosimyza platycephala är en tvåvingeart som först beskrevs av Friedrich Hermann Loew 1847.  Meiosimyza platycephala ingår i släktet Meiosimyza och familjen lövflugor. Inga underarter finns listade i Catalogue of Life.